# 朱蒙 (電視劇)
《朱蒙》（韩语：／ Jumong）是韓國MBC電視台紀念45週年而前後投資300億韓元製作，並於2006年5月15日開始在韓國國內播映的大型電視劇。在韓國，自推出以來收視率長期處於40%以上，曾創下最高收視率51.9%（僅次於《大長今》的57.8%），全劇平均收視率也有41%（繼《大長今》的41.6%、《巴黎戀人》的41.5%後創下的第三高紀錄）；此外，也亦曾獲2006年MBC演技大賞的十項大獎。本剧是高句丽建国两部曲中的首作，续作为《風之國》。
故事以高句麗開国帝王東明聖太王（即朱蒙）的一生和高句麗王朝建國的故事為主題，其中包括古朝鲜的神話傳說。劇集原定的集數為60集，但此劇的高收視率令電視台將之延長21集，合共達81集之長。该剧於2007年1月15日開始在中国香港亚洲电视本港台首播，并以粤语配音，香港亚洲电视引进该剧时，為弱化敏感历史问题，對台詞进行了部分调整，但由于涉嫌中韩领土与高句丽争议，中国官方认定该剧歪曲历史，随后中国广电总局将该剧列入“黑名单”不予引进中国内地，并且在整个中国内地网络上进行封杀，所有跟《朱蒙》相关的视频全部被删除，该剧被永久禁播至今，未予以解禁。

## 劇情綱要
公元前108年，意圖在遼東半島建立永恆帝國的古朝鮮，被天朝的鐵騎軍打敗，天朝在古朝鮮設立四郡，原來歸附古朝鮮的古朝鮮城邦在沒有選擇的情況下只有向天朝稱臣。不過，當時天朝的皇帝是一個時常對古朝鮮出兵的君主，他把古朝鮮的遺民關押，並利用他們來測試新鍊成的鋼製兵器。
解慕漱是一位傳奇的戰士，他與扶餘國的太子金蛙情同兄弟。為了對抗天朝，解慕漱建立了一支多勿軍，保衛着古朝鮮的遺民。在一次與天朝的對戰中，解慕漱受傷墮河。河伯族族長之女柳花發現了他，並為他療傷。二人進而相戀。然而，因族長之女柳花藏匿包庇解慕漱，河伯族被天朝的軍隊滅族。解慕漱及時逃離了軍隊的追緝，在旅途落魄中遇見了來自桂婁的商團，商團之首，同時也是桂婁部首長的延陀勃，在不知情的情況下邀請解慕漱加入商團，兩人在言談中提及河伯族遭滅一事，解慕漱驚慌的臉色讓延陀勃開始懷疑他真正的身份。隔天，延陀勃的妻子分娩，延陀勃之女召西奴誕生，在生產的同一時間，商團遭到竊賊攻擊，解慕漱挺身保護商團，其身手令延陀勃更加確信他的臆測。當時，延陀勃的商團正與天朝交易，延陀勃亦知道若協助天朝逮捕逃亡中的解慕漱，將可以得到一大筆財富，此時，延陀勃已經確信他的客人的確是解慕漱本人，最終，念及解慕漱保護商團及女兒之恩，延陀勃並未把解慕漱交出去。
之後解慕漱回到太子金蛙身邊，恢復多勿軍的小型抵抗，圖謀解放古朝鮮遺民並有所進展，天朝將兵士偽裝成古朝鮮遺民引誘解慕漱前來解救，偽遺民與鐵騎兵設下陷阱，解慕漱與多勿軍慘敗，天朝捕獲解慕漱，在嚴刑拷打下，解慕漱不但身受重傷且失明。太子金蛙前去解救解慕漱，然而功敗垂成，解慕漱在馬背上遭到箭矢擊中，落入河中，預計性命難保。
河伯族族長之女柳花有了解慕漱的孩子，她帶著孩子──朱蒙投奔夫餘太子金蛙（即後來的金蛙王），金蛙王納柳花為妾，並將朱蒙當成王子來撫養。後來，朱蒙獲悉自己的身世、與金蛙王的嫡子們對抗相爭，與召西奴虽然错过姻缘，但最终相戀成婚，并復甦多勿軍成為隊長。三足乌重现，朱蒙前往始祖山遇到了传说中的丕金仙神女，在丕金仙神女幫助下，他獲得古朝鲜帝王的三神物「弘益人间朝鲜太王之物」的多勿弓、「蕴含古朝鲜铁骑军之秘笈」的鐵甲衣、「撰写有天符经之镜」多鈕粗文青铜鏡，此三神物拥有上天給予的神力加持，朱蒙继承古朝鲜历代太王的遗志，祭祀三神物，敬奉三足乌，逐漸聚集統一了古朝鮮四散的部落，成功建立高句麗王朝，成為開國帝王。
朱蒙为实现朝鲜民族的独立与自由，于是以高句麗王朝的陛下身份，与扶餘國的帶素王摒弃前嫌，同仇敌忾，两国结为军事同盟，为结束天朝的暴政和奴役，正式向天朝宣战。经历铁与血的洗礼，高句麗王朝光复辽东半岛，收复四郡，杀死了无道暴虐的玄菟城太守良正、贪婪奸险的遼東太守王之敬。并向着天朝的心脏长安，开始了新的征程！

## 角色

### 主角
| 演員                                 | 角色                                                        | 介紹 | 日語配音            | 國語配音 | 粵語配音 |
| 宋一國 송일국                        | 朱蒙 주몽                                                   | 夫餘三王子→護衛總管→多勿軍隊長→高句麗太王 召西奴、芮肅兒之夫 高句麗的東明聖王，解慕漱與柳花夫人的兒子，高句麗的開國帝王，第一代太王。 擁有古朝鮮太王三神物多勿弓、鐵甲衣、多鈕粗文青铜鏡。 以三足金烏作為圖騰，建立高句麗王朝。 召西奴的第二任丈夫，深愛著召西奴 | 宮野真守 小杉十郎太 | 魏伯勤   | 陳健豪   |
| 韓惠軫 한혜진                        | 召西奴 소서노                                               | 桂婁郡長→高句麗太王后 朱蒙的王后 高句麗的太王后，朱蒙的第二任妻子，第一任太王后，深愛著朱蒙 | 坂本真綾            | 魏晶琦   | 劉惠雲   |
| 金承洙 김승수                        | 帶素 대소                                                   | 夫餘大王子→夫餘太子→夫餘王 金蛙王的長子，喜歡召西奴，後成為夫餘的王。 在续作《风之国》大结局中被朱蒙的孫子无恤殺死 | 矢崎文也            | 曹冀魯   | 楊耀泰   |
| 全光烈 전광렬                        | 金蛙王 금와왕                                               | 夫餘太子→夫餘王 帶素、領布的父親 朱蒙的養父 | 青山勝              | 吳文民   | 黃志成   |
| 吳娟受 오연수                        | 柳花夫人 유화부인                                           | 河伯族族長的女兒→夫餘金蛙王後宮 朱蒙的母親 | 泉裕子              | 鄭仁麗   | 張雪儀   |
| 甄美里 견미리                        | 元 원후                                                     | 夫餘太子妃→夫餘王后 金蛙王的王后 帶素 領布的母親 | 宮寺智子            | 陳美貞   | 王夢華   |
| 金炳基 김병기                        | 延陀勃 연타발                                               | 商團郡長 商團行首 召西奴的父親 | 金子由之            | 李香生   | 曾秉輝   |
| 宋玉淑 송옥숙                        | 丕金仙神女 비금선 신녀 或作「非金善」                       | 始祖山神女 传说中不老不死的神女，指引朱蒙的先知 告悉朱蒙之天命，助其取回古朝鲜三神物 |                     | 魏晶琦   | 譚淑英   |
| 陳熙瓊 진희경                        | 汝美乙神女 여미을 신녀                                      | 朱蒙心腹 | 池龜雅己            | 鄭仁麗   | 譚淑英   |
| 權恩雅 권은아                        | 馬雨靈神女 마우령                                           | 元心腹 |                     |          |          |
| 李在勇 이재용                        | 大使者夫得弗 부득불                                         | 帶素的心腹 | 永田博丈            | 符爽     | 利耀堂   |
| 崔雲喬 최운교                        | 大將軍黑齒 흑치대장군                                       | |                     |          |          |
| 許峻豪 허준호                        | 解慕漱 해모수                                               | 朱蒙的父親 | 井上倫宏            | 魏伯勤   | 陳旭明   |
| 宋智孝 송지효                        | 芮肅兒 예소야 或作「禮素雅」，禮氏夫人                      | 朱蒙的第一任妻子 | 陳美真              |          |          |
| 尹東煥 윤동환                        | 良正 양정 或作「楊爭」                                      | 玄菟城太守 後被朱蒙殺死 |                     | 曹冀魯   | 盧傑群   |
| 朴潭熙 박탐희                        | 楊雪蘭 양설란                                               | 良正的女兒 帶素的夫人 |                     | 鄭仁麗   | 莊巧怡   |
| 元基俊 원기준                        | 領布 영포 或作「英浦」                                      | 夫餘二王子 金蛙王次子 |                     | 符爽     | 何偉誠   |
| 裴秀彬 배수빈                        | 思龍 사용 或作「司勇」                                      | 商團行首→高句麗太善人 召西奴心腹 |                     | 吳文民   | 何偉誠   |
| 林素英 임소영                        | 芙蓉 부영 或作「芙英」                                      | 夫餘神宮侍女 朱蒙的初戀 |                     | 陳美貞   | 鄧潔麗   |
| 安政勳 안정훈                        | 馬里 마리 或作「摩離」                                      | 高句麗大使人 朱蒙的軍師 |                     | 符爽     | 陳偉權   |
| 林代昊 임대호                        | 協保 협보 或作「陝父」                                      | 高句麗護衛總管 朱蒙心腹 |                     | 吳文民   | 利耀堂   |
| 余鎬民 여호민                        | 悟易 오이 或作「烏伊」                                      | 高句麗大將軍 朱蒙心腹 |                     | 符爽     |          |
| 鄭昊彬 정호빈                        | 優台 우태                                                   | 召西奴的第一任丈夫 |                     | 魏伯勒   |          |
| 安勇俊 안용준 幼年：鄭允錫（정윤석） | 琉璃 유리                                                   | 夫餘護衛隊成員→高句麗王子 琉璃明王 朱蒙和芮肅兒的長子 在续作《风之国》中成为高句麗王 |                     | 陳美貞   | 曹啟謙   |
| 李季仁 이계인                        | 茅八慕 모팔모 或作「毛八毛」                                | 夫餘鐵器房隊長→高句麗兵器博士 朱蒙心腹 |                     | 魏伯勒   | 陳偉權   |
| 權龍雲 권용운                        | 無松 무송 或作「武宋」                                      | |                     |          |          |
| 車光洙 차광수                        | 再思 재사                                                   | 朱蒙的軍師 |                     | 吳文民   |          |
| 徐凡植 서범식                        | 武骨 무골                                                   | 高句麗左將軍 朱蒙心腹 |                     | 李香生   |          |
| 金民燦 김민찬                        | 默居 묵거                                                   | 朱蒙心腹 |                     | 曹冀魯   |          |
| 朴景煥 박경환                        | 扶芬奴 부분노 或作「卜文努」                                | 原為帶素的部下，後成為朱蒙心腹 |                     |          |          |
| 尹容賢 윤용현                        | 扶尉厭 부위염                                               | 原為海盜，後成為朱蒙心腹 |                     |          |          |
| 朴南賢 박남현                        | 羅路 나로                                                   | 護衛總管 帶素心腹 |                     | 魏伯勒   |          |
| 金元锡 김원석                        | 松朱 송주                                                   | 金蛙王的護衛武士 |                     |          |          |
| 姜恩卓 강은탁                        | 燦秀 찬수                                                   | 召西奴的表弟 |                     | 曹冀魯   |          |
| 盧喜芝 노희지                        | 邵令神女 소령 신녀 或作「素英」後代替汝美乙成為高句麗的神女 | |                     |          |          |
| 全荷恩 전하은                        | 禾里夏神女 벼리하 신녀                                      | |                     |          |          |
| 李在錫 이재석                        | 沸流 비류                                                   | 高句麗大王子 朱蒙和召西奴的長子 即沸流王 |                     |          |          |
| 金錫 김석                            | 溫祚 부여온조                                               | 高句麗二王子→百濟王 朱蒙和召西奴的次子 即溫祚王（온조왕） |                     |          |          |

### 配角
| 演員          | 角色                         | 介紹                                                        |
| 朴根瀅 박근형 | 解夫婁                       | 金蛙王之父，帶素、領布之祖父                                |
| 鄭翰軒 정한헌 | 季丕 계필                    | 延陀勒商團行首，優台的父親，沸流、溫祚的祖父                |
| 李源宰 이원재 | 刀齒 도치                    |                                                             |
| 韓仁秀 한인수 | 千錦素 예찬족장              | 商人                                                        |
| 趙明真 조명진 | 無德 무덕                    | 柳花夫人的婢女                                              |
| 吳芝瑩 오지영 | 宗皋 종고                    | 元的婢女                                                    |
| 金浩英 김호영 | 馬珈 마가                    | 元的父親                                                    |
| 朴宗寬 박종관 | 松讓 송양                    | 卒本郡長 原是朱蒙的敵人，後來成為了高句麗沸流部的族長       |
| 金鎮鎬 김진호 | 梁卓 양탁                    | 商團行首之一 後因和延彩玲響應松讓的叛亂，而受到召西奴的懲罰 |
| 白賢淑 백현숙 | 延彩玲 연채령                | 延佗勃的妹妹，後因和梁卓響應松讓的叛亂，而受到召西奴的懲罰  |
| 李奐 이환     | 尚天 상천                    | 琉璃的好朋友                                                |
| 韓彩真 한채진 | 天琅 인랑                    | 東扶餘的神女，後來跟隨汝美乙一起離開神宮                    |
| 李霜怡 이상이 | 佳姬 가희                    | 帶素的後宮妾侍                                              |
| 李蕙敬 이혜경 | 皓妍 호연                    | 召西奴的女護衛武士                                          |
| 吳旭哲 오욱철 | 黃子慶 황자경 或作「王之敬」 | 遼東太守 後被朱蒙殺死。                                     |
| 吳承允 오승윤 | 燦童                         | 古朝鮮遺民                                                  |

## 原聲帶

### DISC 1
| 朱蒙電視原聲帶 | 朱蒙電視原聲帶     |
| 曲序           | 曲目               |
| -------------- | ------------------ |
| 1.             | 朱蒙Main Theme     |
| 2.             | 上天啊，求求您     |
| 3.             | 解慕漱Theme (對白) |
| 4.             | 如同開始一般       |
| 5.             | 鐵騎軍的襲擊       |
| 6.             | 黑暗的沼澤         |
| 7.             | 約定               |
| 8.             | 浴血戰場（對白）   |
| 9.             | 決鬥               |
| 10.            | 王子的旅程         |
| 11.            | 悲傷的命運         |
| 12.            | 天愛               |
| 13.            | 命運之劍(對白)     |
| 14.            | 思慕               |
| 15.            | 世界的起點         |
| 16.            | 追逐               |
| 17.            | 白日夢             |
| 18.            | Heaven (台詞)      |
| 19.            | 卵生神話           |
| 20.            | 天愛               |

### DISC 2
| 朱蒙電視原聲帶 | 朱蒙電視原聲帶           |
| 曲序           | 曲目                     |
| -------------- | ------------------------ |
| 1.             | 愛的記憶                 |
| 2.             | 永恆之光（對白）         |
| 3.             | 世界召喚我               |
| 4.             | 夢魘                     |
| 5.             | 英雄的復活               |
| 6.             | 愛的記憶 (Piano Version) |
| 7.             | Hero（對白）             |
| 8.             | 未知之域                 |
| 9.             | 風雲                     |
| 10.            | 暗鬥                     |
| 11.            | 秘密（對白）             |
| 12.            | 多勿軍的後裔             |
| 13.            | 悲戀                     |
| 14.            | 驚濤駭浪的歲月           |
| 15.            | 偉大的傳說（對白）       |
| 16.            | 陰謀                     |
| 17.            | 風暴                     |
| 18.            | 備忘錄                   |
| 19.            | 愛的記憶 (演奏版)        |
| 20.            | 朱蒙 Ending Theme (台詞) |

### DVD
1. 上天啊，求求您(經典主題曲)
2. 愛的記憶
3. 如同開始一般

## 歷史爭議
電視劇的內容並非全取材自史書，亦有杜撰或從其他民族傳說取材的內容。例如：當朱蒙年輕時，曾經拉斷神山的一張弓。這段情節就與古印度史詩《罗摩衍那》的第一章《青年书》的內容雷同。
由於《朱蒙》採用了朝鮮人的角度來編劇，與中國大陸所認為的「高句麗是中國少數民族」相去甚遠，因而被許多華人所指責，他們認為此劇歪曲歷史。在中国大陆，朱蒙此片被认为是韩国針對高句麗問題的傳媒武器，以宣揚該段歷史為韓國歷史的一部分。事件引致中國大陸宣佈停止再購入韓劇。
另外，亦有人指劇集醜化了中國人。例如：劇中指漢武帝消滅了衛滿朝鮮之後，把古朝鮮的遺民用作試驗鋼兵器的材料。這種說法都欠缺歷史根據，有污衊之嫌。
剧中出现的古朝鲜地图所包括的疆域，涵盖了中国大陆关内十八省，从中原到岭南都属于古朝鲜领土，欠缺歷史根據。
一方面，除了由朝鮮學者所著的《三國史記》外，沒有什麼史料能夠正確的指出朱蒙真的存在過，有可能是個只存在於傳說中的人物。
但另一方面，由於事發當時的朝鮮半島尚未有通行的文字紀錄（參看古朝鮮文字），當時所發生的事都只是靠後人經過口耳相傳，因此各種史書間的歷史紀錄少不免會互相矛盾。而電視劇在解決這方面的矛盾亦盡了其所能。

## 劇集在世界各地播映的情況

### 韓國
MBC電視台已於2007年3月6日播放大結局（第81集），並創下51.9%該劇的最高收視紀錄。

### 香港
香港亞洲電視花費近1000萬港元購買了香港播映權，作為亞視50週年金禧紀念播映的首套電視劇，並請來陳松伶主唱粵語版主題曲《走出昨天》。劇集於2007年1月15日至5月11日在本港台播放。
然而，亞視所播出的版本存有問題，其中包括劇情遭到刪剪、翻譯錯誤（如「桂婁」變成「沸流」（沸流郡長另有其人）、「沸流」變成「桂婁」、「鹽山的主人」變成「鹽山的罪人」等）等。這些有部份在2009年5月重新在午間重播時改善了。
而且，可能為配合東北工程，弱化敏感歷史問題，刻意把「國家」翻譯成「部落」，「漢朝」翻譯成「天朝」。另外，金蛙王的自稱「朕」被翻譯成「本王」。
不過，亞視亦在劇中沒有對白的時段加入旁述，通常是一些故事敘述的時期和地方的背景資料，以及劇情的進展（部份與其中某些被刪去的內容有關）等。
此劇由2008年5月27日起逢星期一、二、四、五晚上9:00於aTV9高清頻道以高清格式再次播映，翌日於03:00、09:00、15:00在aTV4魅力資訊頻道以標清格式重播。

### 菲律賓
《朱蒙》在菲律賓的GMA網絡放映。

### 日本
2006年9月開始於KNTV播映。2007年4月開始，BS富士亦會播放本劇。富士電視台則由2007年8月13日起在下午時段播放此劇。

### 台灣
從2007年3月19日到8月15日，台灣時間每周一至周五21時，在八大戲劇台播出。有一段時期為同時段連續播出兩小時兩集。台灣播出版本總長達為105集。
由於原版81集的播出片段加上幕後花絮。因台灣播出的時段和行政院新聞局規定限制與廣告播出空檔巧妙安排之下，剪輯成數十集不等的集數。
而後接下續集，運用剪輯技術，加上電視劇播出30-40集之後把原先的片頭、尾曲改成台灣歌手唱的橋段。同時透露預告下回揭曉的那一刻，也就意味著提前告訴觀眾之後下一集的精華片段。

#### 歌曲
首播
| 曲序 | 曲目                   | 演唱   |
| ---- | ---------------------- | ------ |
| 1.   | 《現在的你》（片頭曲） | 庭竹   |
| 2.   | 《你是答案》（片尾曲） | 范瑋琪 |

2009年重播
| 曲序 | 曲目                   | 演唱   |
| ---- | ---------------------- | ------ |
| 1.   | 《隱形紀念》（片尾曲） | 蔡淳佳 |
| 2.   | 《祈許》（片尾曲）     | 劉虹翎 |

2013年重播
| 曲序 | 曲目                   | 演唱   |
| ---- | ---------------------- | ------ |
| 1.   | 《擦心而過》（片尾曲） | 陳浩民 |
| 2.   | 《如果可能》（片尾曲） | 張暄祺 |
| 3.   | 《愛走了》（片尾曲）   | 林埈永 |

### 中国境外
2007年5月起，中國境外的華娛衛視逢周一至週五19時播出。

### 新加坡
從2012年5月24日至11月6日，每周一至周五19時，在新传媒U频道播出。
2012年7月30日至8月10日，伦敦奥运会期间将把本剧缩短30分钟，而8月9日因播出新加坡国庆庆典暂停播出一次。当时播出的20時娱乐节目也受奥运会影响而暂停。公众反映，奥运会在晚间播出受到影响，日间重播时段为什么没暂停？5频道播出时段与U频道播出时段有所不同，而晚间时段暂停播出也是在这段期间必然的。
新加坡播出版本總長達為118集、重播版本则長達113.5集。

## 拍攝場地
下面是其中一個特別為拍攝此劇而建造的拍攝場地（位於全羅南道羅州市）的圖片：

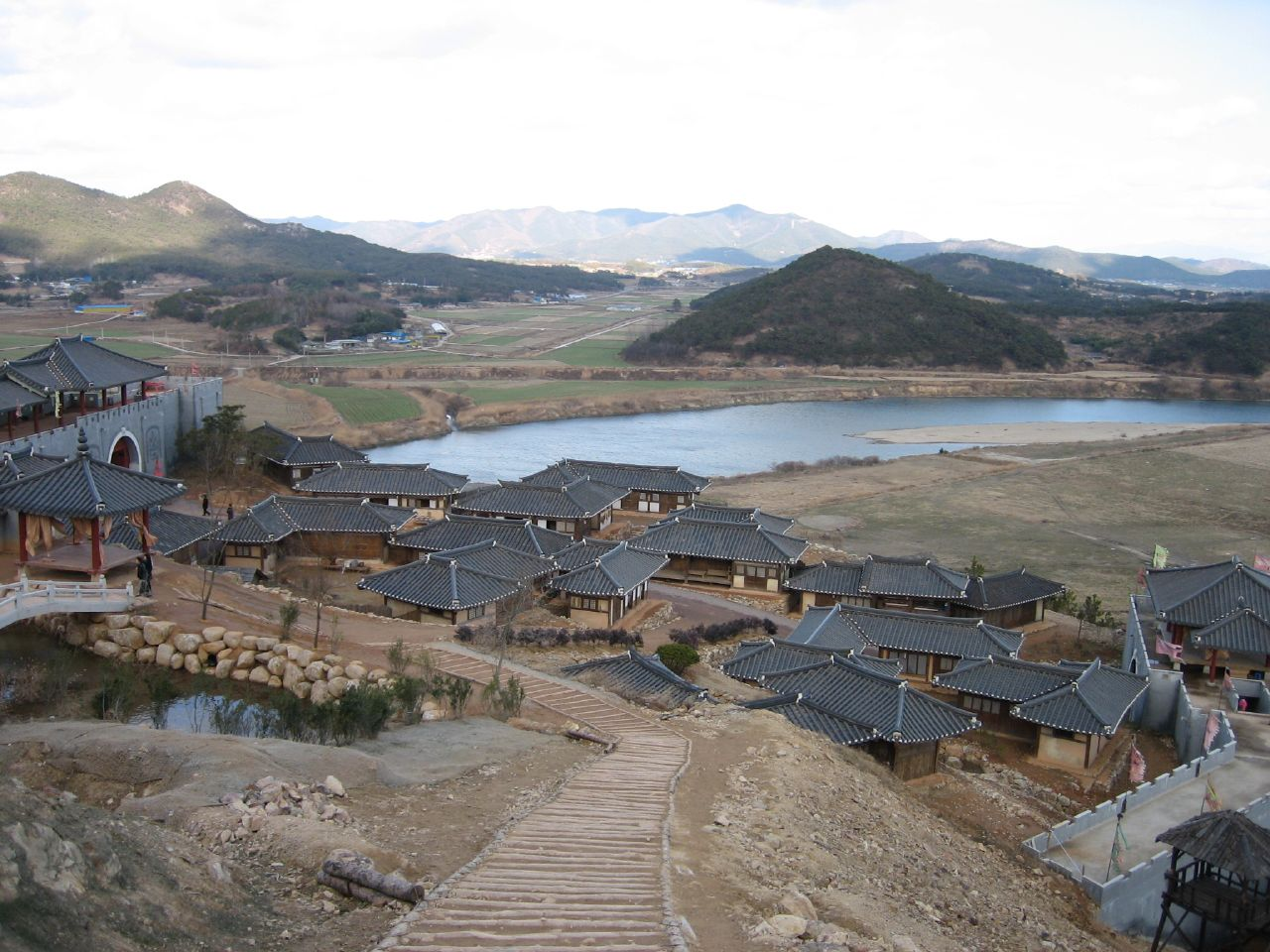
扶餘市集
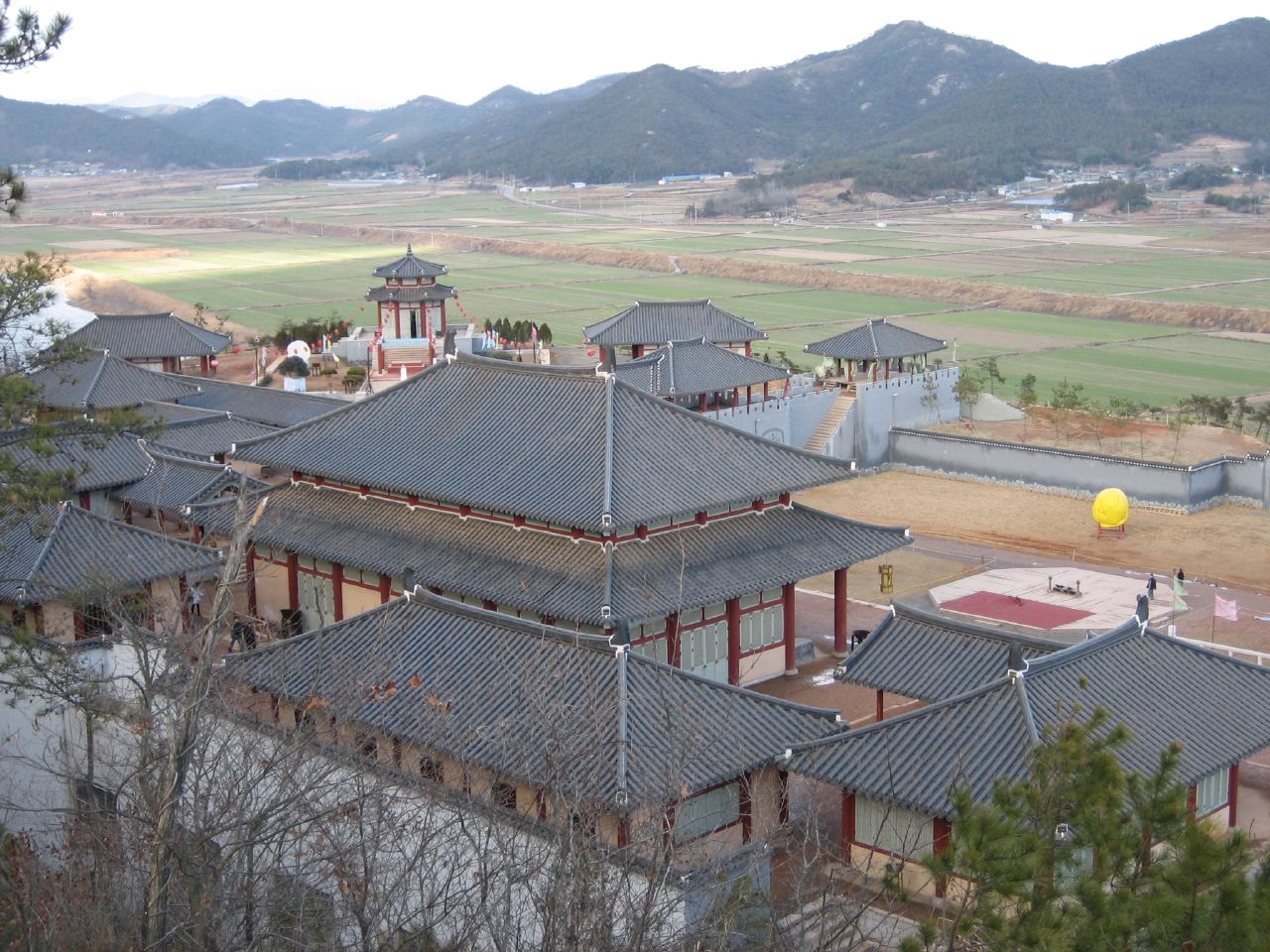
扶餘王宮一景（其中圖中央最大型的建築為扶餘王的寢宮，遠處的亭狀小型建築為神宮）
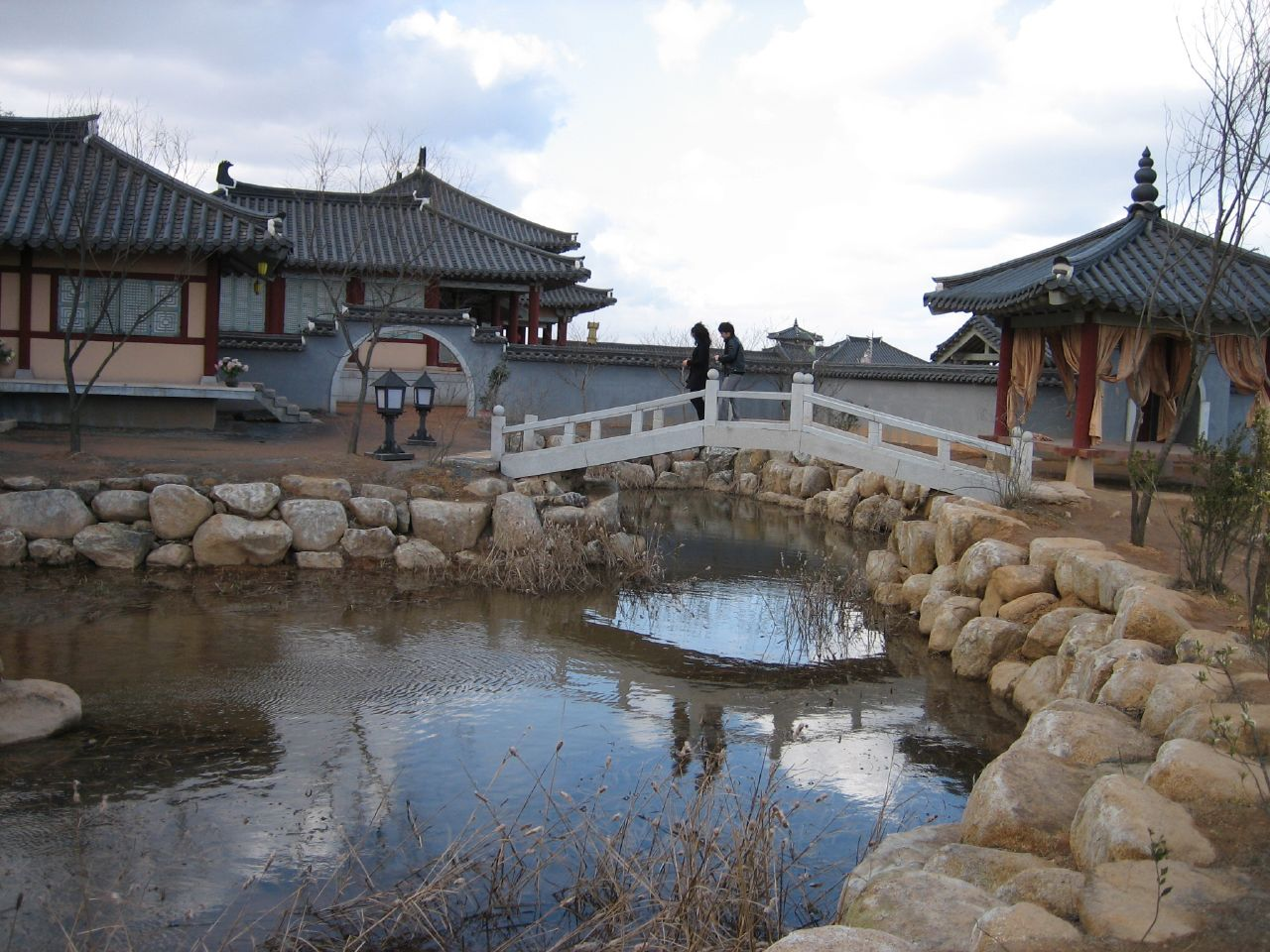
扶餘王宮一景（柳花夫人住所對開的人工湖）
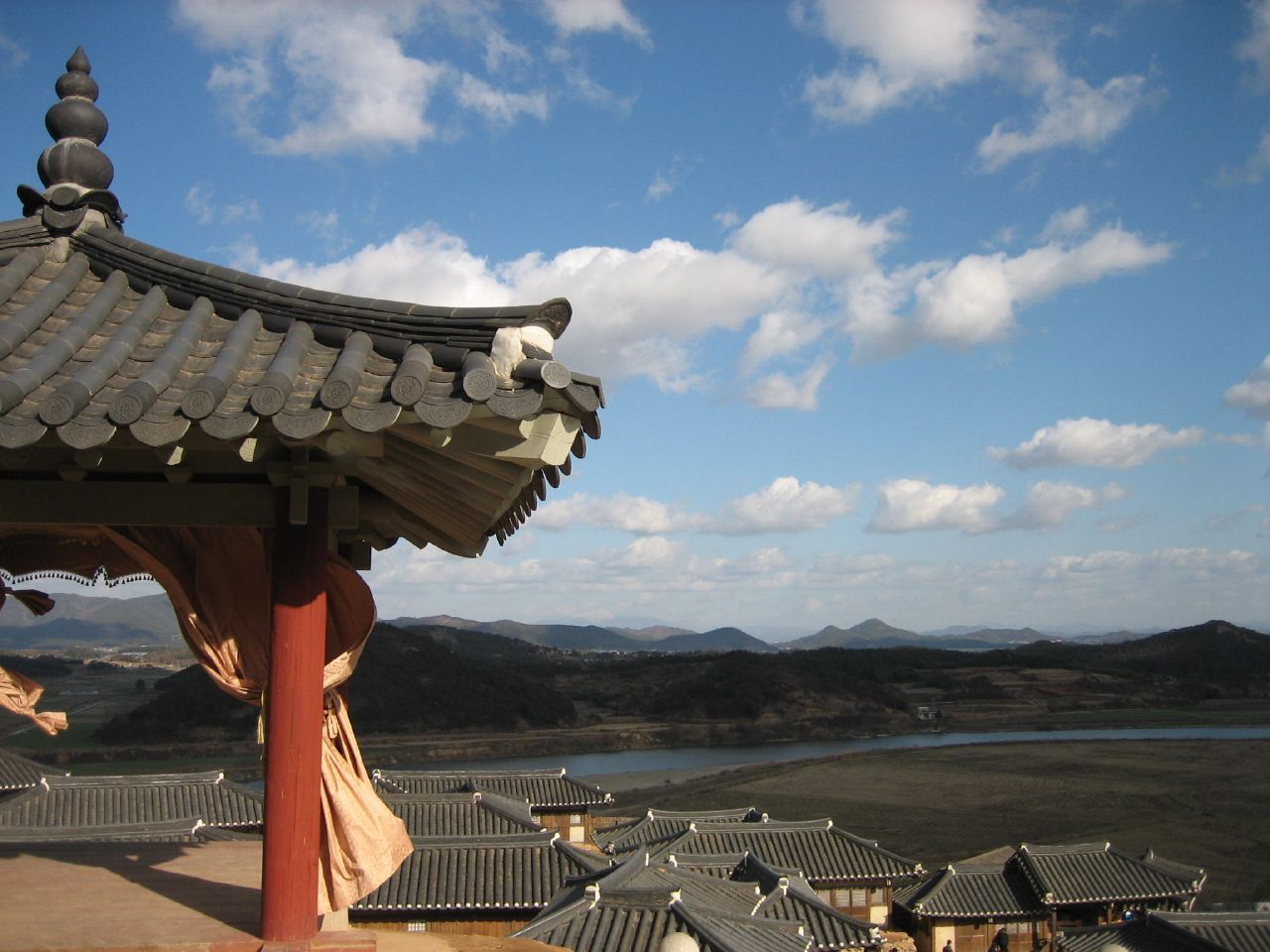
涼亭（位於人工湖旁，可俯瞰扶餘市集）
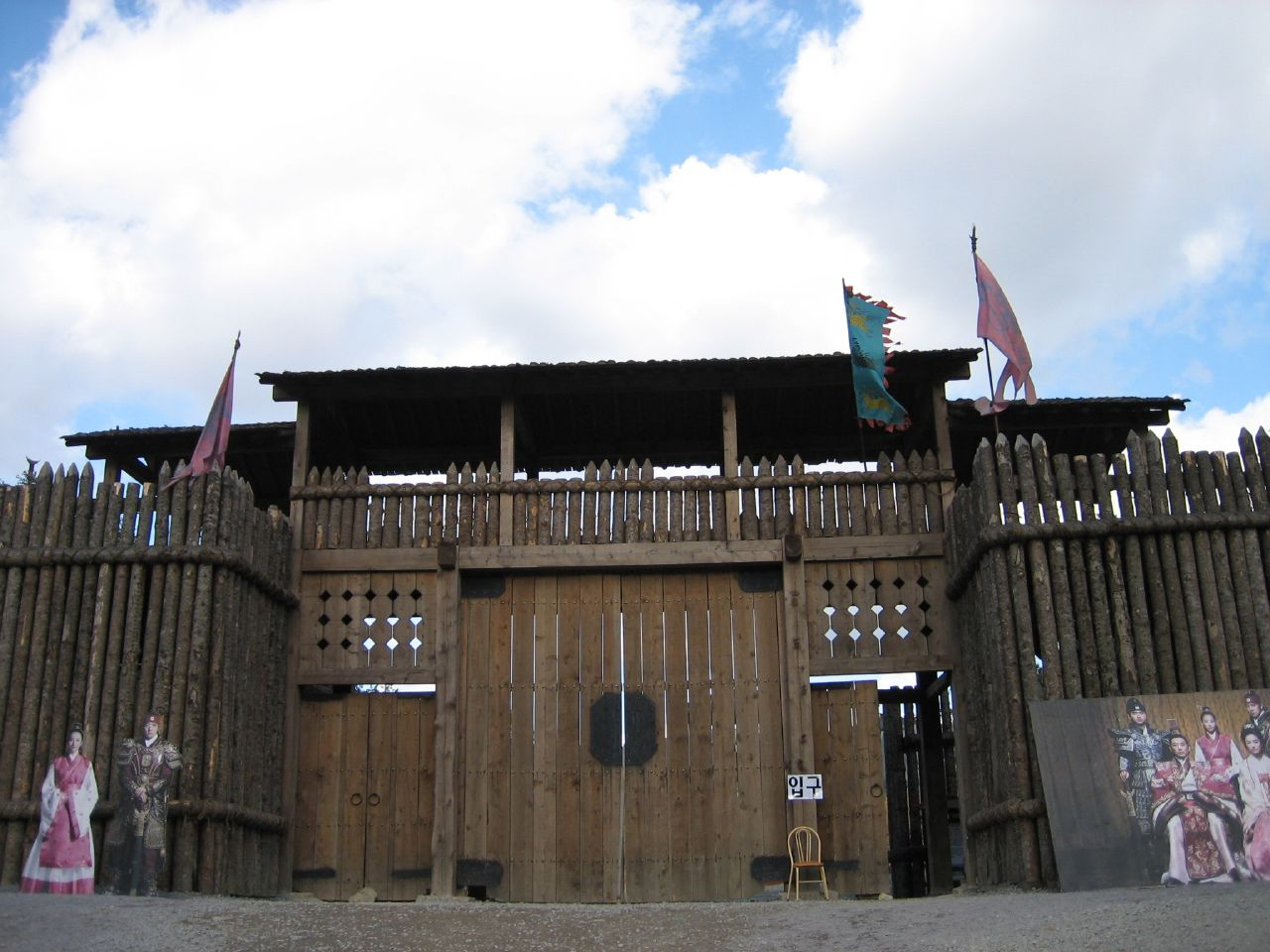
在部份情節（例如帶素被金蛙王貶到邊疆守衛邊境時）出現過的閘門

此外，部份因拍攝電視劇《海神》而建造的建築，也被利用作為其中一些場景（如長安、玄菟城等）的拍攝場地。
《朱蒙》一劇亦為其取景地點全羅南道帶來超過6億港元的經濟收入。

## 獎項
| 年份   | 大獎                   | 獎項             | 入圍者         | 結果 |
| ------ | ---------------------- | ---------------- | -------------- | ---- |
| 2006年 | MBC演技大賞            | 大賞             | 宋一國         | 獲獎 |
| 2006年 | MBC演技大賞            | 男子優秀賞       | 金承秀         | 獲獎 |
| 2006年 | MBC演技大賞            | 女子最優秀賞     | 韓惠珍         | 獲獎 |
| 2006年 | MBC演技大賞            | 編劇賞           | 崔完奎         | 獲獎 |
| 2006年 | MBC演技大賞            | 特別賞中堅演員賞 | 李桂仁         | 獲獎 |
| 2006年 | MBC演技大賞            | 男子最優秀賞     | 全光烈、宋一國 | 獲獎 |
| 2006年 | MBC演技大賞            | 特別賞歷史劇賞   | 許俊浩、吳妍秀 | 獲獎 |
| 2006年 | MBC演技大賞            | 最佳男新人       | 元基俊         | 獲獎 |
| 2007年 | 第43屆韓國百想藝術大賞 | 電視部門大賞     | 朱蒙           | 獲獎 |
| 2007年 | 第43屆韓國百想藝術大賞 | 最佳劇本獎       | 崔完圭         | 獲獎 |

## 外部連結
- 官方網站
- （繁體中文）《朱蒙》元旦收視44.8%（Internet Archive存檔）
- （中文）韓國觀光公社網站中的介紹（劇集簡介及外景拍攝場地的介紹）（Internet Archive存檔）
- （中文）MBC - Global Media中文版（Internet Archive存檔）
- （繁體中文）香港亞視官方網站
- （繁體中文）臺灣八大電視官方網站

## 作品的變遷
| 韓國 MBC 月火劇                       | 韓國 MBC 月火劇                 | 韓國 MBC 月火劇 |
| ------------------------------------- | ------------------------------- | --------------- |
|                                       | 朱蒙 （2006.5.15 - 2007.3.6）   |                 |
| 你來自哪顆星 （2006.3.13 - 2006.5.2） | H.I.T （2007.3.19 - 2007.5.22） |                 |

| 台灣 八大戲劇台 週一至五21:00-22:00     | 台灣 八大戲劇台 週一至五21:00-22:00 | 台灣 八大戲劇台 週一至五21:00-22:00 |
| --------------------------------------- | ----------------------------------- | ----------------------------------- |
|                                         | 朱蒙 （2007.3.19 - 2007.8.15）      |                                     |
| 你來自哪顆星 （2006.12.25 - 2007.1.25） | 許浚 （2007.8.16 - ）               |                                     |

| 新加坡 新傳媒U頻道 星期一至五 19:00-20:00 2012.7.30 – 2012.8.8、2012.8.10 缩短播出30分钟 | 新加坡 新傳媒U頻道 星期一至五 19:00-20:00 2012.7.30 – 2012.8.8、2012.8.10 缩短播出30分钟 | 新加坡 新傳媒U頻道 星期一至五 19:00-20:00 2012.7.30 – 2012.8.8、2012.8.10 缩短播出30分钟 |
| ---------------------------------------------------------------------------------------- | ---------------------------------------------------------------------------------------- | ---------------------------------------------------------------------------------------- |
|                                                                                          | 朱蒙 （2012.5.24 – 2012.11.6） PG 打斗场面                                               |                                                                                          |
| 不屈的儿媳婦 （2012.2.6 – 2012.5.23）                                                    | 黄色复仇草 （2012.11.7 - 2013.4.9）                                                      |                                                                                          |